# 과망가니즈산 칼륨
과망가니즈산 칼륨 또는 과망간산 칼륨(분자식 : KMnO4) 은 진한 보라색의 무기 화합물이다. 이것은 강한 산화제로 다음과 같이 환원된다.
2 KMnO4(s) → K2MnO4(s) + MnO2(s)+O2(g)